# Bihastina subviridata
Bihastina subviridata is een vlinder uit de familie van de spanners (Geometridae). De wetenschappelijke naam van de soort is voor het eerst geldig gepubliceerd in 1915 door Bethune-Baker.